# Shōbō-ji (Higashimatsuyama)

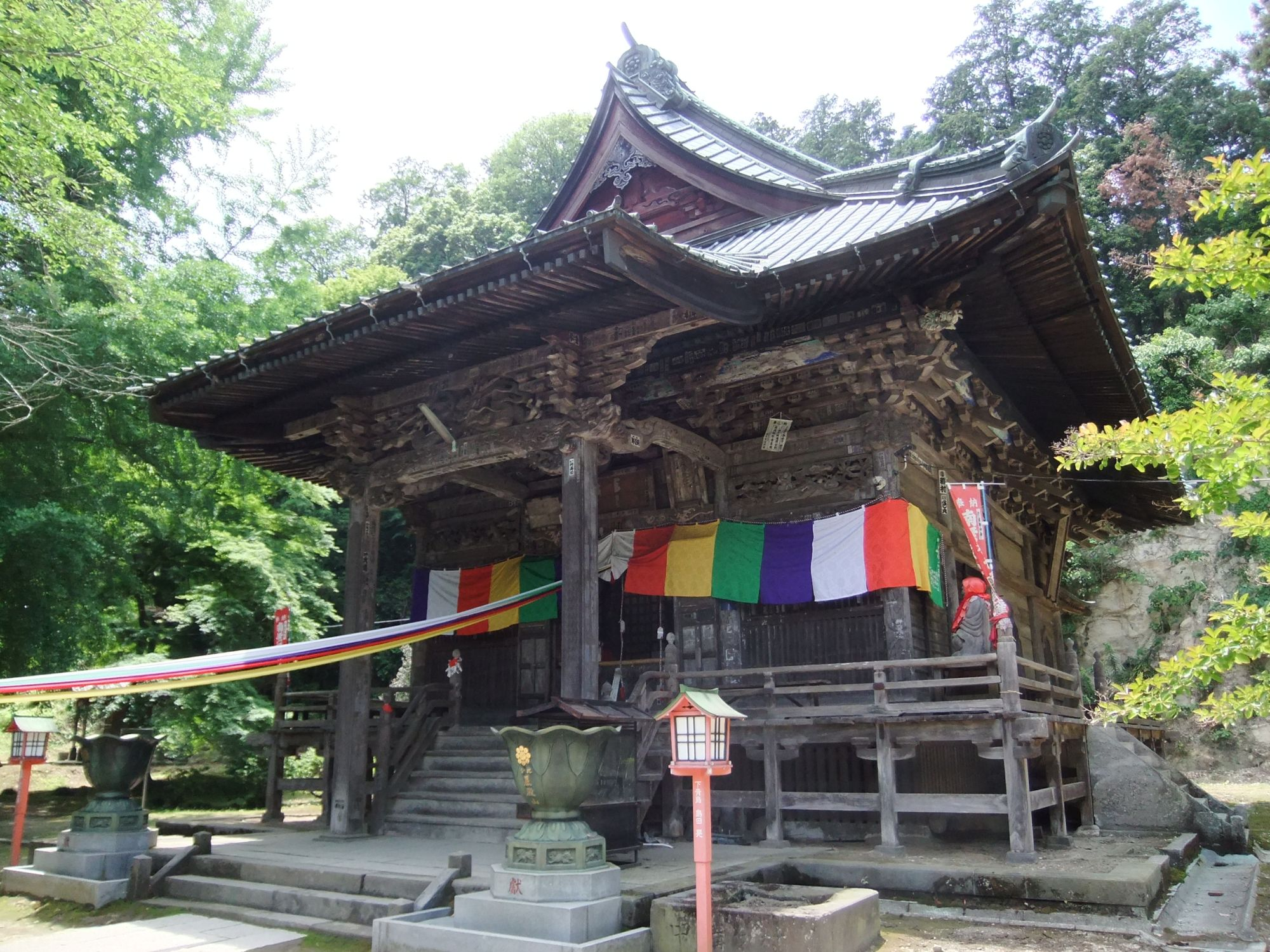
Kannon-Halle

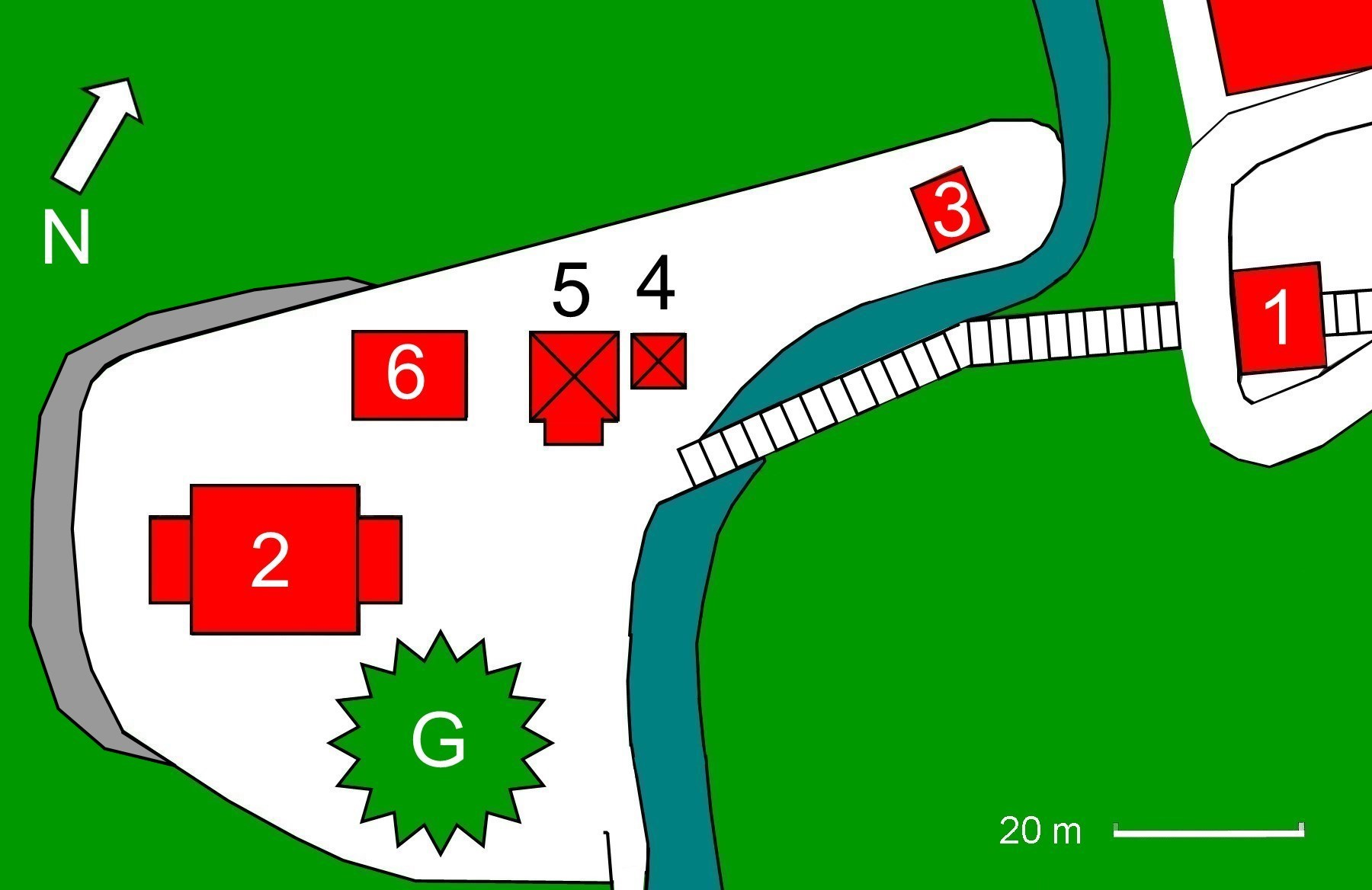
Plan des Tempels (s. Text)

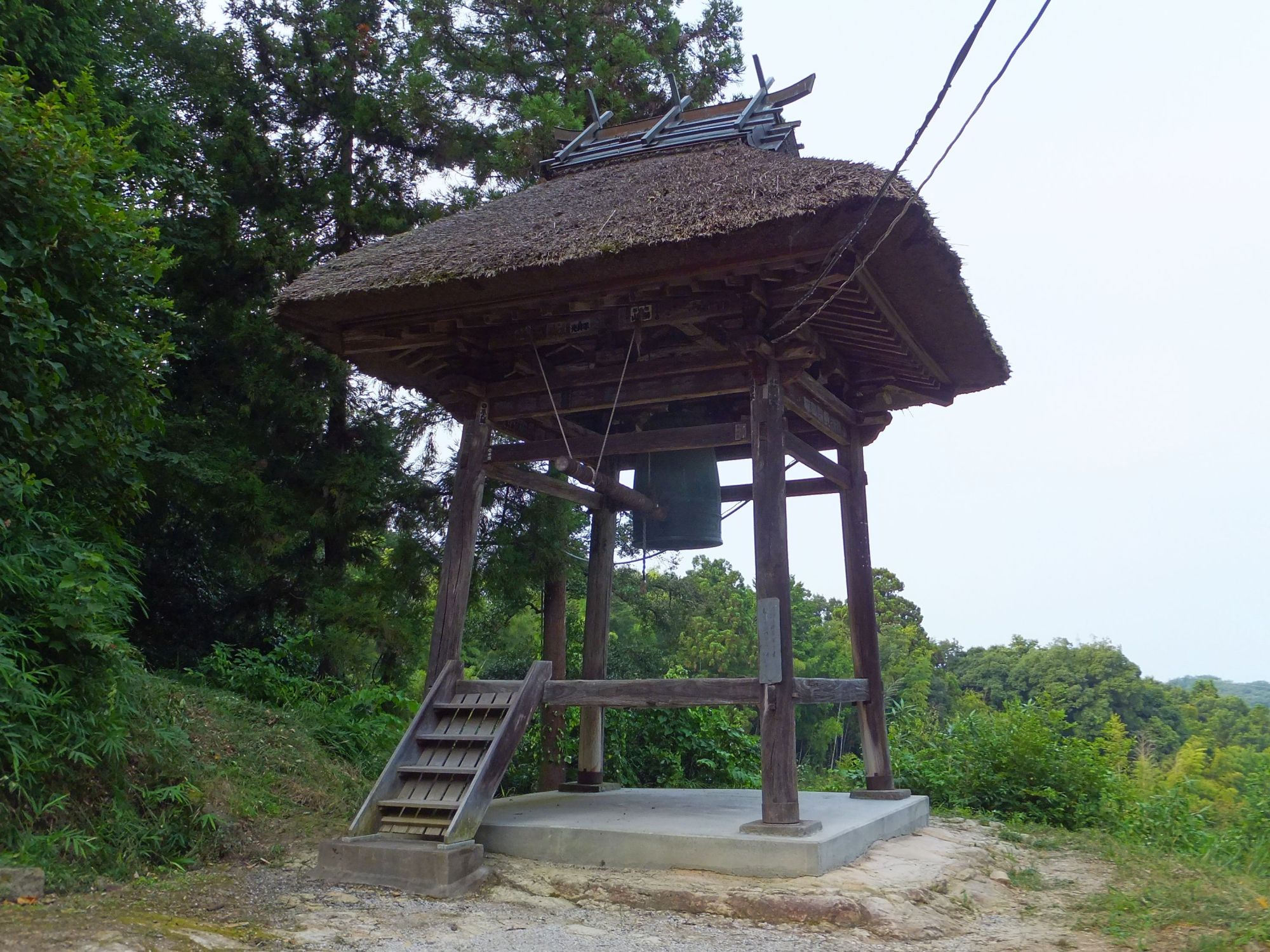
Glockenturm

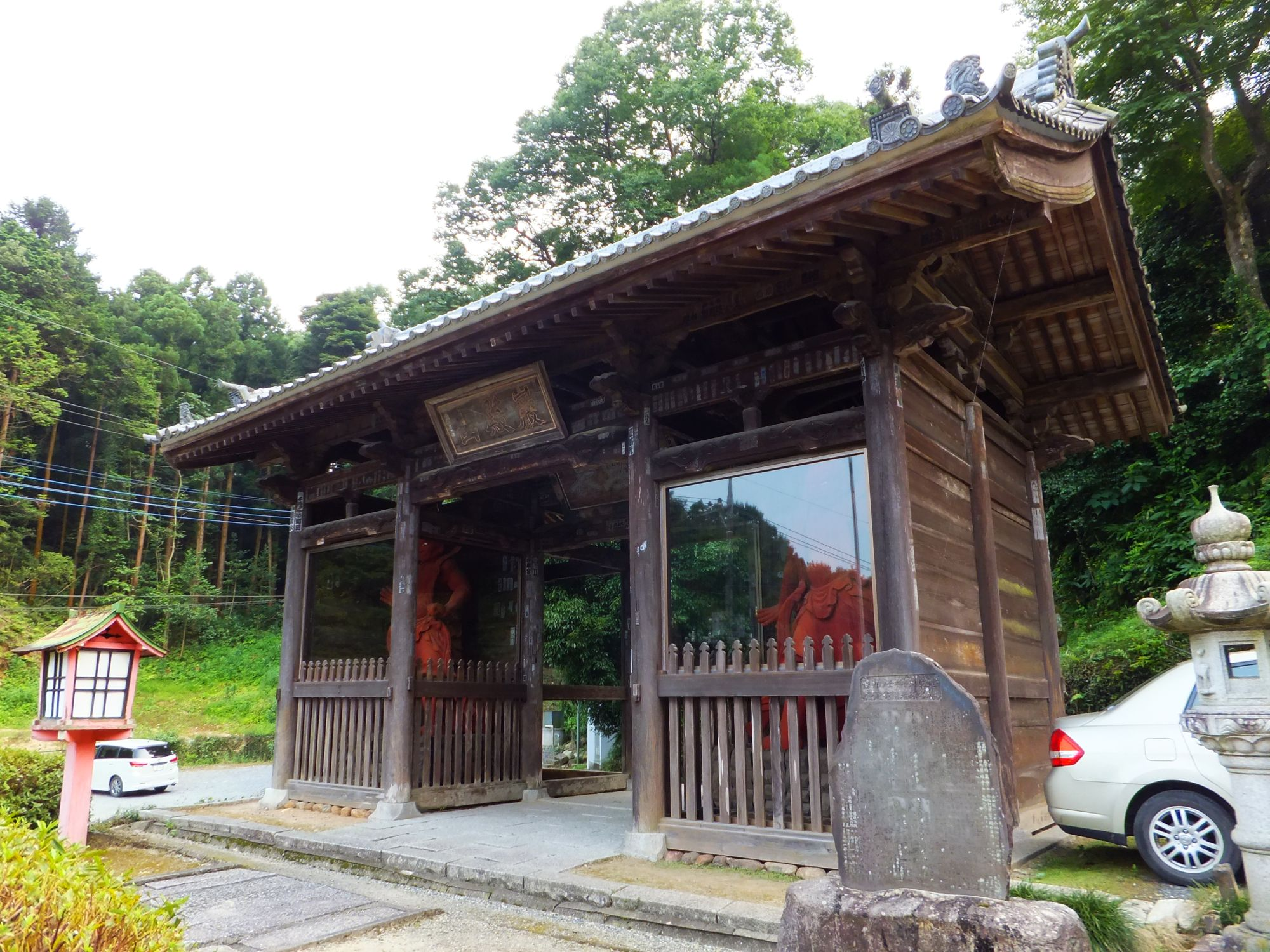
Tempeltor

Der Shōbō-ji (japanisch 正法寺), auch als Iwadono Kannon (岩殿観音) bekannt, mit dem Bergnamen Iwadono-san (巌殿山), ist ein Tempel, der zum Chishaku-Zweig (智釈派 Chishaku-ha) der Shingon-Richtung des Buddhismus gehört. Er befindet sich in Higashimatsuyama (Präfektur Saitama), Japan. In der traditionellen Zählung ist er der 10. der 33 Tempel der Kantō-Region.

## Geschichte
Der Überlieferung nach wurde im 2. Jahr Yōrō, 718, am Hang des Iwadono-Berges eine Gebetsstätte eingerichtet, die dann 796 auf Anweisung des Kaiser Kammu zu einer Tempelanlage ausgebaut wurde. Später verfiel der Tempel, aber dann wurde er auf Anordnung von Minamoto no Yoritomo, also im 12. Jahrhundert, von Hiki Yoshikazu (比企能員) wieder errichtet. Der Tempel entwickelte sich zu einer großen Einrichtung und besaß während der Muromachi-Zeit 66 Klausen. Danach wurde er mehrfach von Truppen heimgesucht und weitgehend zerstört.

## Anlage
Man steigt hinauf zum Tempelgelände und passiert dabei das Tempeltor (山門 Sammon; 1 im Plan), das hier als Niō-Tor (仁王門 Niō-mon), also als Tor mit den beiden Tempelwächtern (Niō) rechts und links vom Durchgang ausgeführt ist. Das Tor führt den (von rechts zu lesenden) Tempelnamen 山殿岩 und darunter ein weiteres Schild mit der Aufschrift, hier in der Leserichtung dargestellt, 施無畏 Semui. Gemeint ist damit wörtlich „Befreiung von Furcht“, wobei dies vor allem der heiligen Kannon zugeschrieben wird. Nun muss man eine längere Treppe hinaufsteigen, bis man das Tempelgelände erreicht hat.
Die gegenwärtige „Kannon-Halle“ (観音堂 Kannon-dō; 2) war ursprünglich ein kleiner Tempel in Hidaka. Sie wurde in der Meiji-Zeit hierher versetzt. Die Halle ist von Felswänden umgeben, dort stehen 88 kleine Buddha-Figuren, je eine für die 88 Tempel des Shikoku-Pilgerwegs. Im Glockenturm (鐘楼 Shōrō; 2) im vorderen Bereich des Geländes hängt eine Glocke aus dem Jahr 1322. Sie wird „Shōbōji-Kupferglocke“ (正法寺銅鐘 Shōbōji Dōshō) genannt und ist als Kulturgut der Präfektur registriert.
Zu den weiteren Gebäuden gehören die kleine „Hundert Jizō“-Gebetsstätte (百地蔵堂 Hyaku Jizōdō; 4), der Yakushi-Pavillon (薬師堂 Yakushi-dō; 5) und die Ema-dō (絵馬堂; 6) zum Aufhängen von Wunschtafeln (Ema). Das Alter des Ginkgo-Baums (G) auf dem Gelände, der einen Stammumfang von 11 m hat, wird auf 700 Jahre geschätzt.
Die Zugangsstraße von Osten her mit ihren Häusern rechts und links lässt noch die ehemalige Tempelvorstadt (門前町 Monzenmachi) ahnen.